# Intimitate

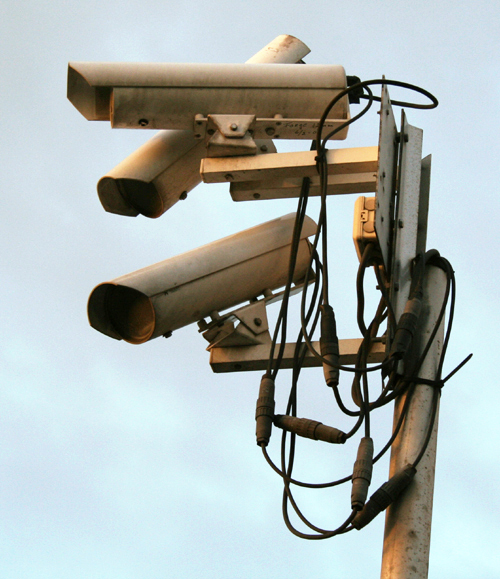
În unele situații, intimitatea poate fi subminată de supraveghere.

Intimitatea este capacitatea unui individ sau a unui grup de a se izola sau de a izola informația despre ei înșiși, exprimându-se astfel selectiv. Limitele și conținutul a ceea ce este considerat privat diferă între culturi și indivizi, însă împărtășesc teme comune. Când ceva este intim unei persoane, înseamnă că ceva este inerent special sau sensibil pentru aceasta. Domeniul intimității se suprapune parțial securității, ce poate include concepte de utilizare corespunzătoare, precum și securitatea informației. Intimitatea poate lua de asemenea forma integrității corporale. 
Intimitatea este o stare de libertate față de intruziunea nedorită, fiind strâns legată de anonimitate. Nivelul de intimitate pe care o persoană dorește să îl aibă ține de circumstanțe, existând diverse tipuri de intimitate. Dreptul împotriva intruziunii nesancționate a intimității de către guvern, corporații sau indivizi face parte din legile multor țări, iar în unele cazuri din constituții.
Dreptul de a nu fi supus la invazia nesancționată a intimității de către guvern, corporații sau indivizi face parte din legile multor țări, iar în unele cazuri din constituții. Aproape toate țările au legi ce limitează intimitatea în diverse moduri. Un exemplu ar fi legea ce privește impozitele, ce implică în mod uzual împărtășirea informațiilor despre venitul personal sau câștiguri. În unele țări intimitatea individuală poate intra în conflict cu legile libertății de exprimare, iar anumite legi pot necesita publicarea de informații ce ar putea fi considerate private în alte țări sau culturi. 

### O valoare colectivă și un drept al omului
Au existat încercări de a recalifica intimitatea ca un drept fundamental al omului, a cărui valoare socială este o componentă esențială în funcționarea societăților democratice.